# Ezequiel Rodríguez

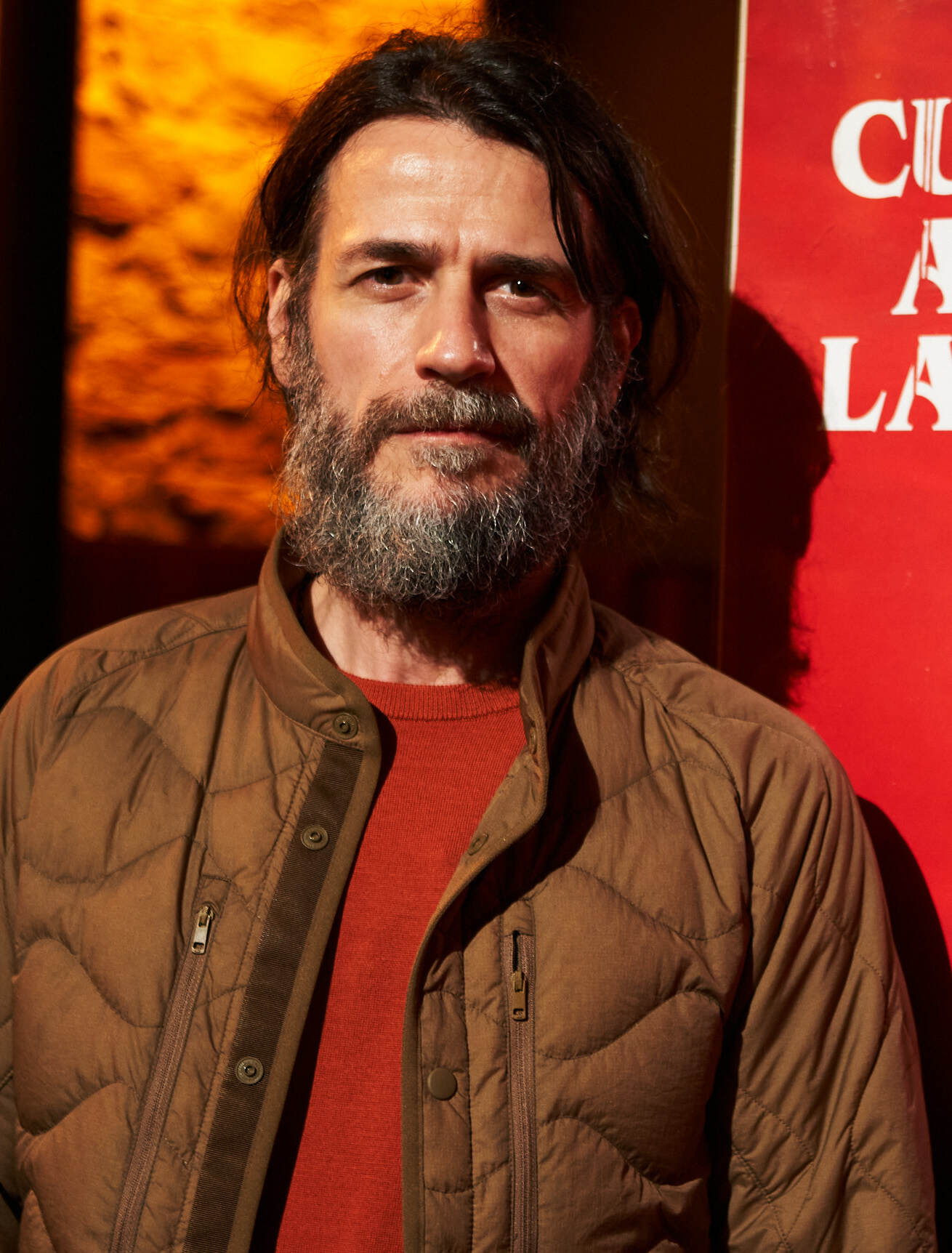
Ezequiel Rodríguez, 2023

Ezequiel Rodríguez (* 11. April 1977 in Argentinien) ist ein argentinischer Schauspieler. Bekanntheit erlangte er vor allem durch die Rolle des Pablo Galindo in der argentinischen Telenovela Violetta, die er von 2012 bis 2015 bekleidete.

## Leben
Zusammen mit Julio Bocca, Javier Daulte, Julio Chávez und anderen argentinischen Persönlichkeiten studierte er an der National School of Dramatic Art. Im Jahr 1988 gab er sein Schauspieldebüt mit der zweiten Staffel der TV-Serie De carne somos. Im Jahr 1992 hielt er einige amerikanische Literatur-Kurse für die Stiftung Ortega und Gasset in Spanien. Nach der Rückkehr in sein Heimatland Argentinien war er als Produktionsassistent bei mehreren TV-Dramen tätig. Später spielte er in mehreren TV-Serien wie Big pa, Gerente de familia und Hombres de Ley mit. 2012 bekam er für den Film El Pozo bei dem New York Film Festival eine Auszeichnung in der Kategorie Bester Schauspieler. Sein Schaffen für Film und Fernsehen umfasst mehr als 40 Produktionen.

## Filmografie (Auswahl)
Filme
- 1988: Giardino segreto del Signor Lopez
- 1988: Tres alegres fugitivos
- 1997: El mundo contra mí
- 1999: La edad del sol
- 2000: El camino
- 2005: A los ojos de Dios
- 2005: Marisol
- 2010: Clarisa ya tiene un muerto
- 2012: El Pozo
- 2012: Días de vinilo
- 2022: Rise of the Demons (Legions)
- 2023: When Evil Lurks (Cuando acecha la maldad)

Fernsehserien
- 1992: Grande Pá!
- 1992–2000: Verano del ’98 (zwei Folgen)
- 2001: Luna salvaje (eine Folge)
- 2003: Costumbres argentinas
- 2012–2015: Violetta
- 2016–2018: Soy Luna
- 2022: Tierra Incógnita